# ジェームズ・リーザー
ジェームズ・リーザー（James Leasor、1923年12月20日 - 2007年9月10日）はイギリスの小説家。映画『シーウルフ』の原作者。

## 訳書
- 『グリーン・ビーチ　ディエップ奇襲作戦』清水政二訳

早川書房、1975年。改訂新版・大木毅監修・解説、KADOKAWA、2025年
- 『ノルマンディー偽装作戦』伊藤哲訳、ハヤカワ文庫NF、1982年